# HansGo!
Das solar betriebene Elektrofahrzeug HansGo! wurde in den Jahren 2002 und 2003 von Studierenden der FH Bochum (heute: Hochschule Bochum) mit Unterstützung der London South Bank University an der FH Bochum entwickelt und gebaut. Das Nachfolgemodell dieses Fahrzeuges ist der Solarworld No. 1 HansGo! hat an der World Solar Challenge 2003 und 2005 teilgenommen hat. Das erste Elektrofahrzeug der Hochschule Bochum erreichte eine Höchstgeschwindigkeit von über 125 km/h. Angetrieben wird HansGo! von zwei Radnabenmotoren in den Vorderrädern, deren maximale Leistung je 7,5 kW beträgt. Das Fahrzeugleergewicht liegt bei etwa 252 kg, wovon die Batterien rund 32 kg einnehmen. Die verwendeten Solarzellen sind Gallium-Arsenid Solarzellen mit einem Wirkungsgrad von 25 %. Die Leistung der 6 m² Solarzellen auf dem Dach beträgt 2030 W.

## Akkumulatoren
Bei den Akkumulatoren handelt es sich um 32 Lithium-Ionen-Akkumulatoren. Die von der Firma SAFT bezogen wurden. Für die World Solar Challenge (Stand 2003) stehen 32 kg Akkugewicht zur Verfügung. Dabei wurde eine gespeicherte Energiemenge von 4821 Wh bei Nennspannung von 104,2 V erreicht.

## Solarzellen
Bei den Solarzellen handelt es sich um Galliumarsenid Solarzellen. Der maximale Wirkungsgrad einer Zelle beträgt 25 %. Um diesen Wirkungsgrad zu erreichen, werden im Fahrzeug MPPTs (Maximum Power Point Tracker) der Firma AERL eingesetzt. Die elektrische Gesamtleistung des Arrays liegt bei ca. 2030 W.

## Motor
Beim Motor handelt es sich um einen NGM Motor vom Typ EVC402. Die permanenterregte Synchronmaschine hat eine Nennleistung von 3,75 kW und eine maximale Leistung von 7,5 kW. Die Höchstgeschwindigkeit des Fahrzeugs liegt bei 125 km/h.

## World Solar Challenge
Das Fahrzeug wurde speziell für die World Solar Challenge 2003 (WSC 2003) gebaut. Bei dem Rennen quer durch den australischen Kontinent (3000 km von Darwin nach Adelaide) belegte das Fahrzeug den 5. Platz. Außerdem erhielt es den Technical Innovation Award für das an der Hochschule Bochum entwickelte Bluetooth-Telemetriesystem.

## Das Team
Während des Rennens bestand das Team aus rund 22 Studentinnen und Studenten, die auch für den Bau des Fahrzeuges verantwortlich waren. Im Team beschäftigten sich einzelne Arbeitsgruppen mit der Elektrik, der Mechanik, der Strategie und der Organisation beim Wettbewerb.